# Relações entre Brasil e Geórgia
As relações Brasil-Geórgia descrevem as relações entre os governos desses dois países. As relações diplomáticas entre a Geórgia e a República Federativa do Brasil foram estabelecidas a partir de 28 de abril de 1993. Também foi estabelecido um Grupo Interparlamentar de Amizade Brasil-Geórgia.

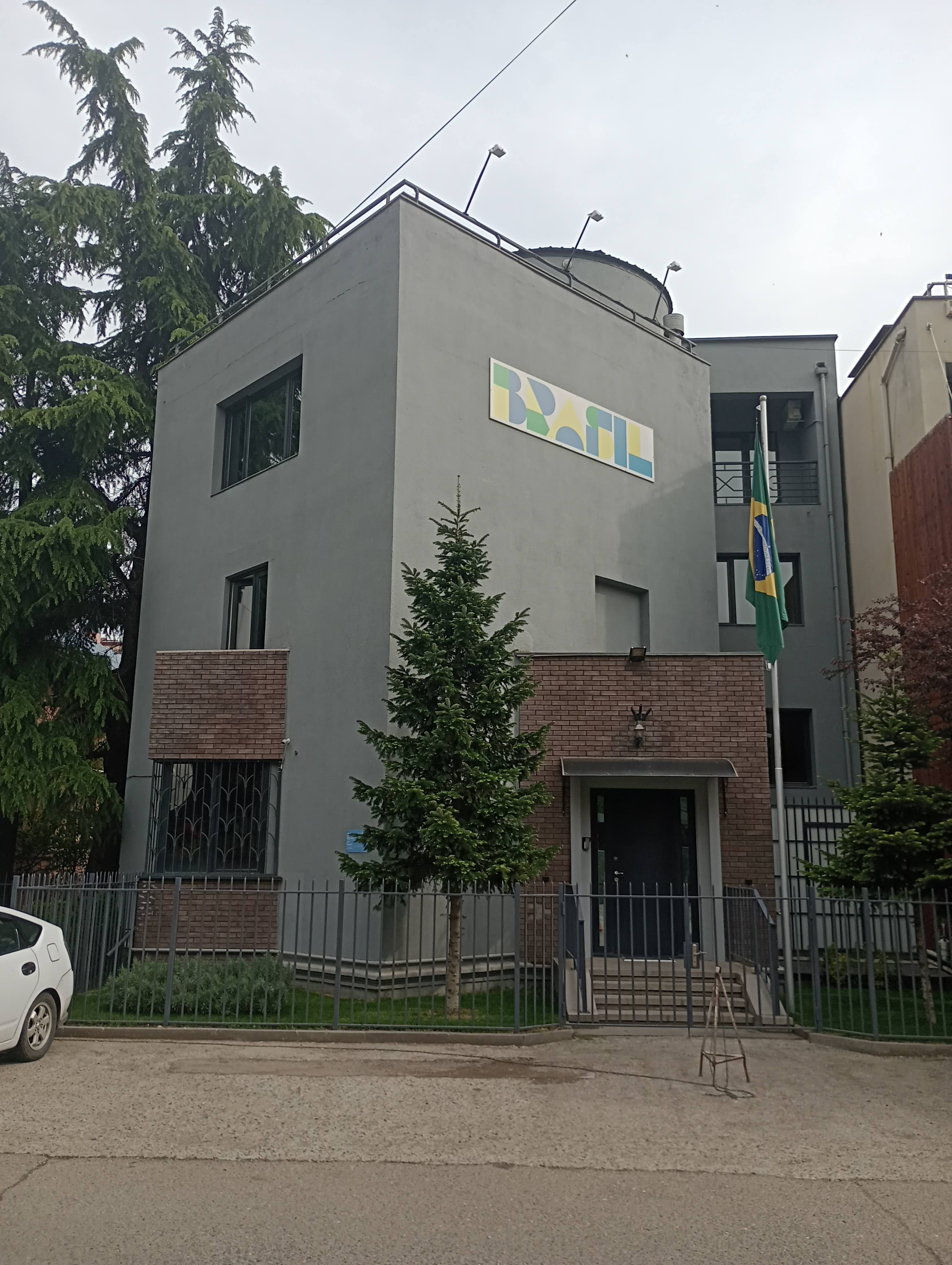
Embaixada do Brasil em Tbilisi

Em 2015, foram permitidas a realização de viagens sem vistos de entrada entre a Geórgia e o Brasil. O acordo foi resultado de negociações e diplomacia política e logística coordenadas.
Em 2017, o Embaixador do Brasil na Geórgia, Cícero Martins Garcia, afirmou que o Brasil exportou US$ 250 milhões para a Geórgia, enquanto a Geórgia exportou apenas US$ 1,3 milhão para o Brasil, criando um desequilíbrio que deve ser negociado diplomaticamente.

## Embaixadores do Brasil na Geórgia
- Thereza Maria Machado Quintella - 1997-2001 (residência em Moscou)
- Jose Viegas Filio - 2001-2003 (residência em Moscou)
- Carlos Augusto Rego Santos Neves - 2004–2008 (residência em Moscou)
- Carlos Antonio da Rocha Paranhos - 2008-2010 (residência em Moscou)
- SE Cícero Martins Garcia - 2010-2017 (residência em Moscou)

## Exportações e Importações
| Ano      | Exportações | Importações |
| -------- | ----------- | ----------- |
| 2005     | -           | 77.021,9    |
| 2006     | 3.404,7     | 52.267,2    |
| 2007     | 9.299,8     | 82.118,6    |
| 2008     | 8.889,1     | 104.182,4   |
| 2009     | 1,0         | 75.963,0    |
| 2010 (1) | -           | 19.623,3    |